# Pave Pius 3.
Pave Pius III (29, maj 1439 - 18. oktober 1503), født Francesco Todeschini Piccolomini, var Pave fra 22. september 1503 til sin død den 18. oktober 1503. Han er en da paver der har fungeret i kortest tid i pavehistorien.